# Der Scharlatan
Der Scharlatan (Originaltitel: Nightmare Alley) ist ein US-amerikanisches Filmdrama aus dem Jahr 1947, das auf dem gleichnamigen Roman von William Lindsay Gresham basiert. Die Uraufführung fand am 9. Oktober 1947 statt. In Deutschland erschien der Film erstmals am 19. Februar 1954. Im Jahr 2021 erschien unter dem Titel Nightmare Alley eine erneute Verfilmung des Stoffes durch Guillermo del Toro.

## Handlung
Mademoiselle Zeena tritt als Showattraktion auf einem Jahrmarkt auf und täuscht außergewöhnliche mentale Kräfte vor. Sie arbeitet mit ihrem alkoholkranken Ehemann Pete zusammen. Der Auftritt war einmal hoch angesehen, doch durch Fehlverhalten Zeenas wurde Pete in den Alkohol getrieben. Nun tritt Zeena in drittklassigen Shows auf.
Zeena hat einen Code ausgearbeitet, mit dessen Hilfe sie ihre mentalen Kräfte vorgeben kann. Stanton Carlisle stößt zu der Show und erfährt, dass Zeena viel Geld für diesen Code geboten wurde. Bisher hat sich Zeena jedoch immer geweigert, ihr Geheimnis zu verkaufen. Stantons Versuch, durch Flirterei an den Code zu kommen, scheitert an Zeenas Treue zu ihrem Mann. Doch durch Stantons Schuld kommt Pete zu Tode: Statt schwarzgebranntem Fusel hat Stanton ihm versehentlich eine Flasche Methanol zu trinken gegeben. Um den Auftritt am Leben zu erhalten, muss Zeena nun Stanton anlernen, damit er von nun an als Assistent arbeiten kann.
Stanton hat sich mit der jüngeren Molly angefreundet. Als ihr Verhältnis aufgedeckt wird, werden die beiden von den anderen Angestellten zur Heirat gezwungen. Molly und er verlassen den Jahrmarkt, Stanton tritt nun als „Der große Stanton“ erfolgreich in teuren Chicagoer Nachtclubs auf. Als er die Psychologin Lilith Ritter kennenlernt, überzeugt er sie, ihn mit Informationen über ihre Patienten zu versorgen. So kann Stanton vorgeben, mit den Toten kommunizieren zu können. Alles geht gut, bis er an den skeptischen Ezra Grindle gerät. Die von Skrupeln geplagte Molly hält ihren Auftritt als Grindles tote Jugendfreundin nicht durch, der Schwindel fliegt auf und das Paar muss eilig die Stadt verlassen. Da ihn Lilith Ritter um seinen Anteil des gemeinsam ergaunerten Geldes betrogen hat, stehen beide vor dem Nichts. Stanton schickt Molly zum Jahrmarkt zurück, während er Trost im Alkohol sucht.
Der ehemalige Star wird zum obdachlosen Alkoholiker. Schließlich versucht er, wieder bei einem Jahrmarkt unterzukommen. Doch der einzige Job, den er bekommt, ist der des „Geeks“, eines „wilden Mannes“, der im Beiprogramm lebenden Hühnern die Köpfe abbeißt. Stanton kann diese demütigende Situation nicht ertragen und verfällt in Raserei. Glücklicherweise hat auch Molly Arbeit auf diesem Jahrmarkt gefunden und kann ihren Mann beruhigen. Beide hoffen nun auf eine bessere Zukunft.

## Kritik
Das Lexikon des internationalen Films beschreibt den Film als „interessantes Drama, das mit kritischem Zynismus den Aberglauben und dessen Ausbeutung behandelt“. Variety fand den Film rau und brutal. Er sei mit einer ätzenden Klarheit erzählt. Die New York Times sah den Film wie auch das Buch ergiebig in den Momenten des Schocks und der Abscheu. Tyrone Power glänze durch seine Vielseitigkeit und Überzeugungskraft.
Gary Giddins von der New York Sun hielt den Film für nicht so zwingend, überzeugend oder originell wie den Roman. Doch habe er seine eigenen unverleugbaren Tugenden: das Schattenspiel der Schwarzweiß-Kamera, die verdeckten symphonischen Dissonanzen der Filmmusik, die Plausibilität der Darstellung des Jahrmarktlebens, die geschickte Diskretion in der Schilderung des Unaussprechlichen und als Meisterstück die ungewöhnliche Besetzung. Mick LaSalle vom San Francisco Chronicle bewertete Der Scharlatan als einen „eigenartigen und kranken Film, der von hochtalentierten Leuten produziert wurde“.